# Аюта
Аюта — річка у Ростовській області Росії, права та найбільша притока річки Грушівка. Довжина 47 км, площа водозбору 318 км². Живиться підземними водами. Найбільш рясні джерела розташовані на північ від села Аюта.
Тече територією Красносулинського, Октябрського районів області.

## Течія
Бере початок на південному схилі Донецького кряжу. Впадає в річку Грушівку з лівої сторони, 34 км від її гирла.

## Сточище
- Кринична балка (права),
- Водяна балка (ліва),
- Талова балка (права),
- Водяна балка (права),
- Медвежа балка (права),
- Водяна балка (ліва),
- Цурюн Атюк (права),
  - Калинова балка,
- Водяна балка (права),
- Суха балка (права),
  - Солона балака (ліва),
- балка Булухта (ліва),
- Тернова балка (ліва),
- Крайня балка (ліва),[2][3]

## Населені пункти
- Населені пінкти над Аютою: Пушкін, Аютинський, Веселий, Новогригор'євка, Красний Кут, Аюта, Міллерово, Красний.
- Над Таловою - Таловий.
- Над Цурюн Атюком - східні місцевості міста Новошахтинська (Красний Шахтар, імені Кірова).
- Над Булухтою - селище Майське (західна місцевість міста Шахти) та Мар'євка.

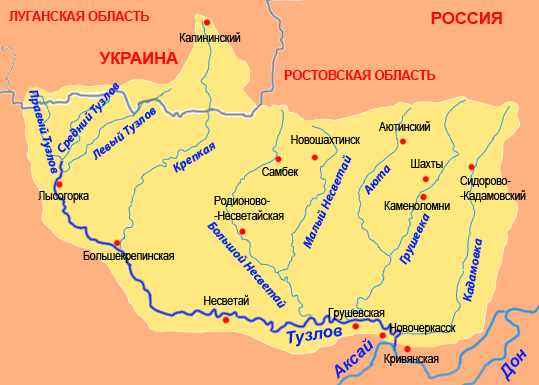
СточищеТузлової
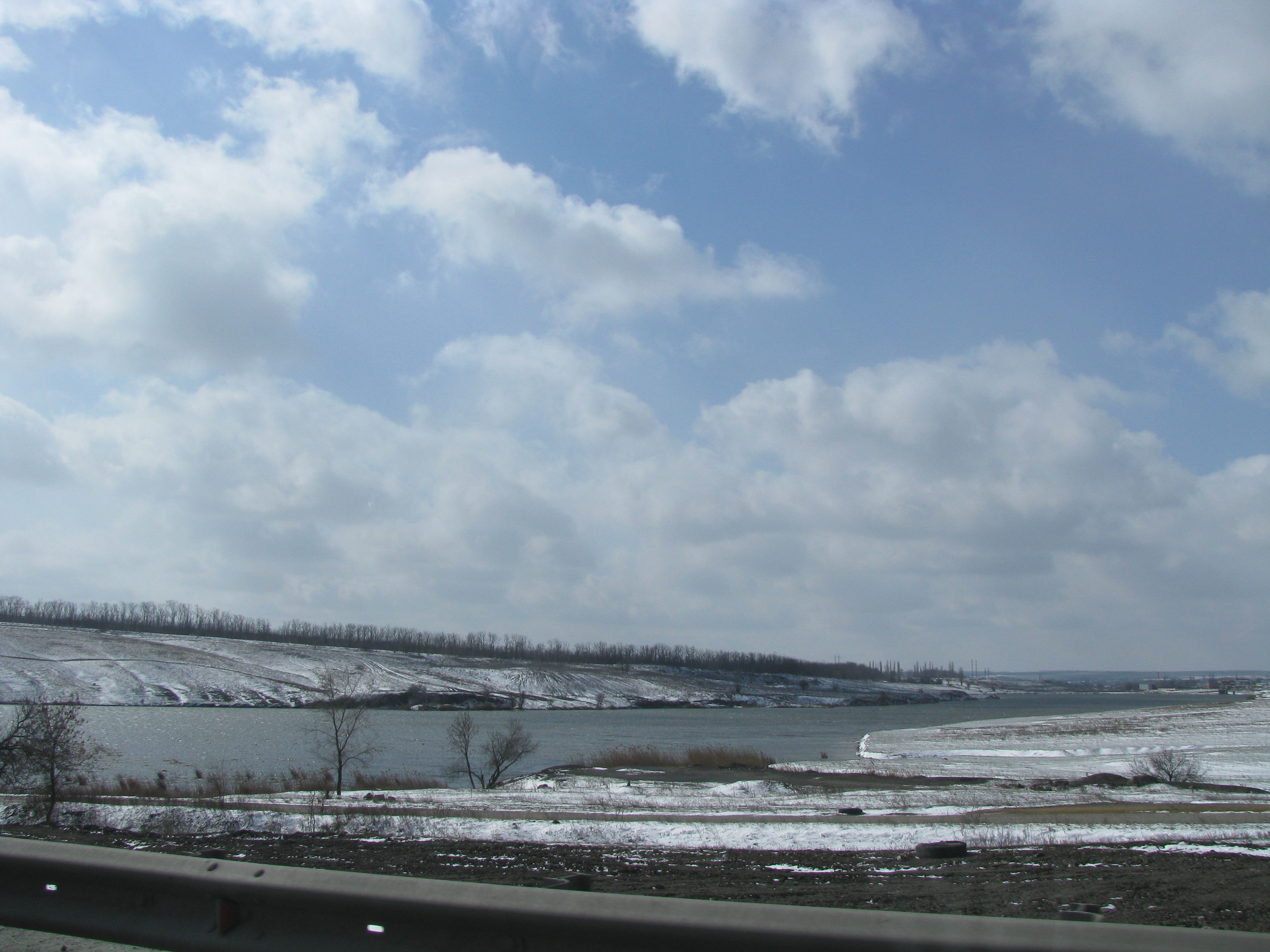
Вид з мосту на автошляху М19
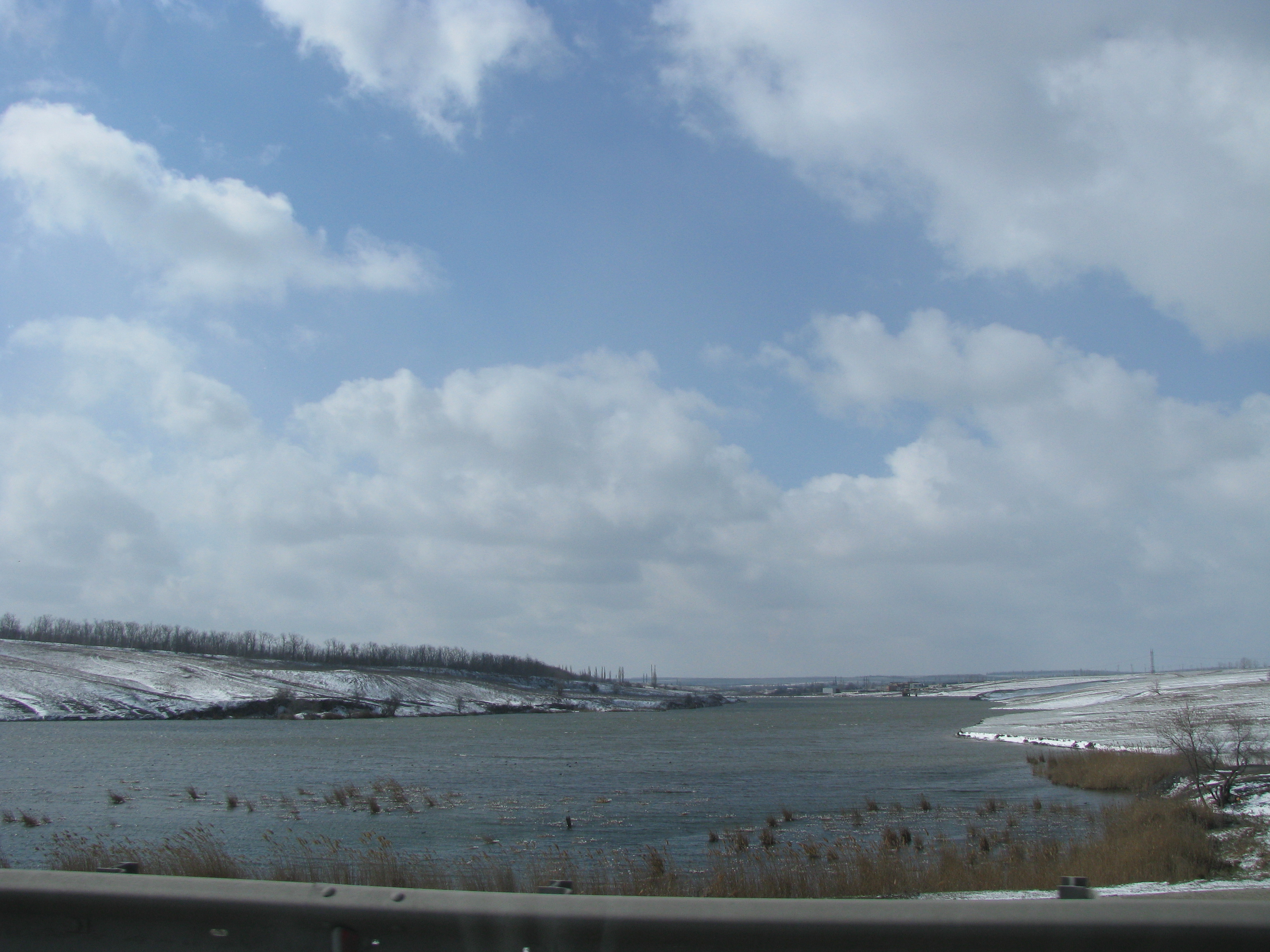
Вид з мосту на автошляху М19
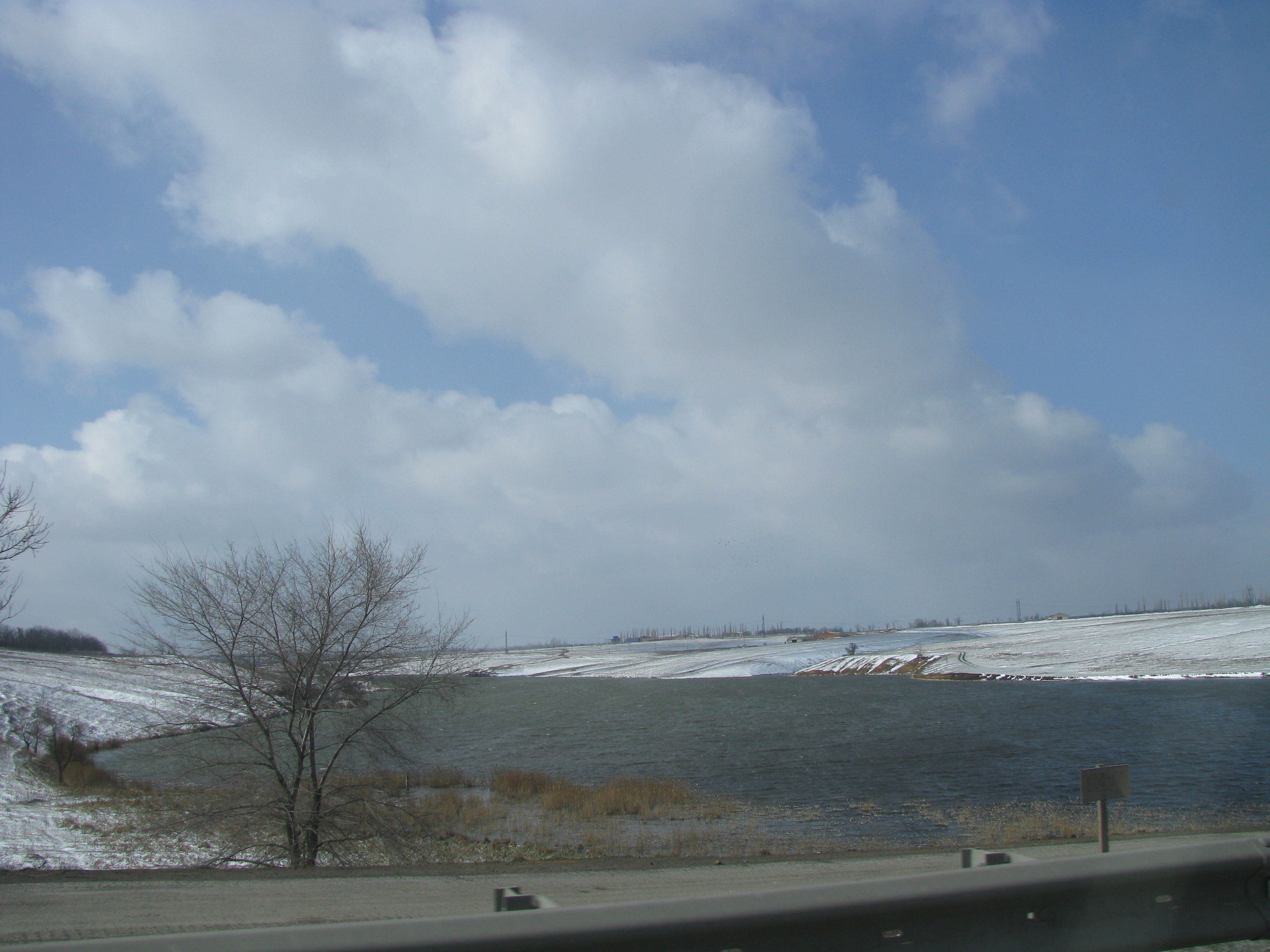
Вид з мосту на автошляхуі М19